# MAITHINK X – Die Show

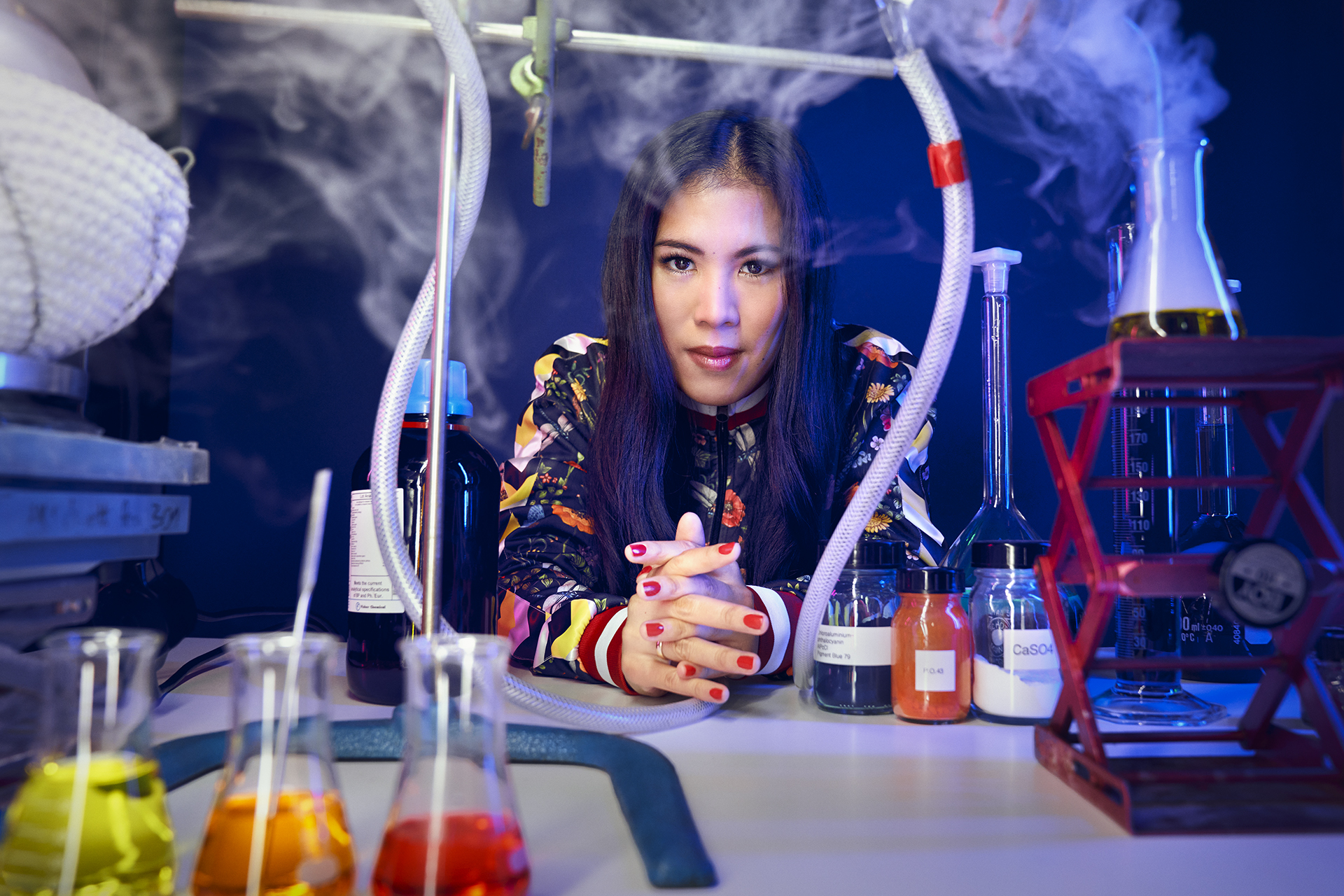
Mai Thi Nguyen-Kim

MAITHINK X – Die Show is een Duitse wetenschapsshow, georganiseerd door Mai Thi Nguyen-Kim en geproduceerd door de bildundtonfabrik voor de ZDF in Keulen.

## Concept
In de programma's worden actuele onderwerpen wetenschappelijk, op feiten gebaseerd, emotioneel en onderhoudend behandeld. De programma's van 30 minuten bestaan uit reportagefragmenten, terugkerende onderdelen en sketches. Elk programma behandelt een hoofdthema dat wordt geïllustreerd met clips en gasten. De gasten verschijnen zowel in interviews als in clips. Het podium zelf bestaat uit een grote LED wand, die met wisselende inhoud wordt weergegeven. Voor de interviews - die de naam Ask Mai Anything hebben - is voor deze LED wand een zithoek ingericht.

## Achtergrond
De naam van de show bestaat uit de voornaam van de gastvrouw, de initialen van haar achternaam (zoals haar persoonlijke Instagram-account) en de letter X van "Terra X". De naam bevat hiermee ook de woord "think", Engels voor (na)denken.
De show wordt als blokproductie opgenomen in de studio's van MMC Studios Cologne in Keulen-Ossendorf. De uitzending vindt plaats op ZDFneo.

## Afleveringslijst
| Aflevering | Uitzenddatum     | Onderwerp                      | Annotatie |
| ---------- | ---------------- | ------------------------------ | --- |
| 1          | 24 oktober 2021  | Vrijheid van meningsuiting     | Mai Thi legt uit waarom wetenschap geen democratie is en waarom provocatie de beste manier is om aandacht te trekken. Met clips van Ranga Yogeshwar, Lutz van der Horst, Fabian Köster en Katjana Gerz. |
| 2          | 31 oktober 2021  | Zomertijd                      | Mai Thi gaat over de zomertijd en de gevolgen daarvan. Kort gastoptreden van Karl Lauterbach. Met een clip van Luisa Neubauer.                                                                          |
| 3          | 7 november 2021  | Beëindigen van de zwangerschap | Mai Thi gaat over het onderwerp abortus. Hoe gezond is dat en kan het debat wetenschappelijk worden opgelost?                                                                                           |
| 4          | 14 november 2021 | kunstmatige intelligentie      | Mai Thi presenteert het onderwerp kunstmatige intelligentie. Het beschrijft wat natuurlijke en kunstmatige intelligentie is en wat de gevolgen zijn voor de mensheid.                                   |
| 5          | 21 november 2021 | Biologische landbouw           | Mai Thi bekritiseert biologisch-dynamische landbouw en introduceert de dubieuze HARKing-methode. Met clips van Harald Lesch en Gundula Gause.                                                           |
| 6          | 28 november 2021 | zwaarlijvigheid                | Mai Thi gaat in op overgewicht en obesitas. Met een clip van Thomas Anders. |

## Ontvangst
- Lena Reuters van de Süddeutsche Zeitung schreef over de openingsaflevering: “Maithink X laat zien wat andere shows zoals ZDF Magazin Royale en Die Carolin Kebekus Show al hebben bewezen: een duidelijke voorsprong tonen en entertainen sluiten elkaar niet uit."[4]